# برج خلعت‌پوشان
برج خلعت‌پوشان یکی از آثار تاریخی مربوط به دورهٔ صفویان در شهر تبریز است و در تاریخ ۱۲ اردیبهشت ۱۳۷۷ با شمارهٔ ثبت ۲۰۱۰ به‌عنوان یکی از آثار ملی ایران به ثبت رسیده‌است.

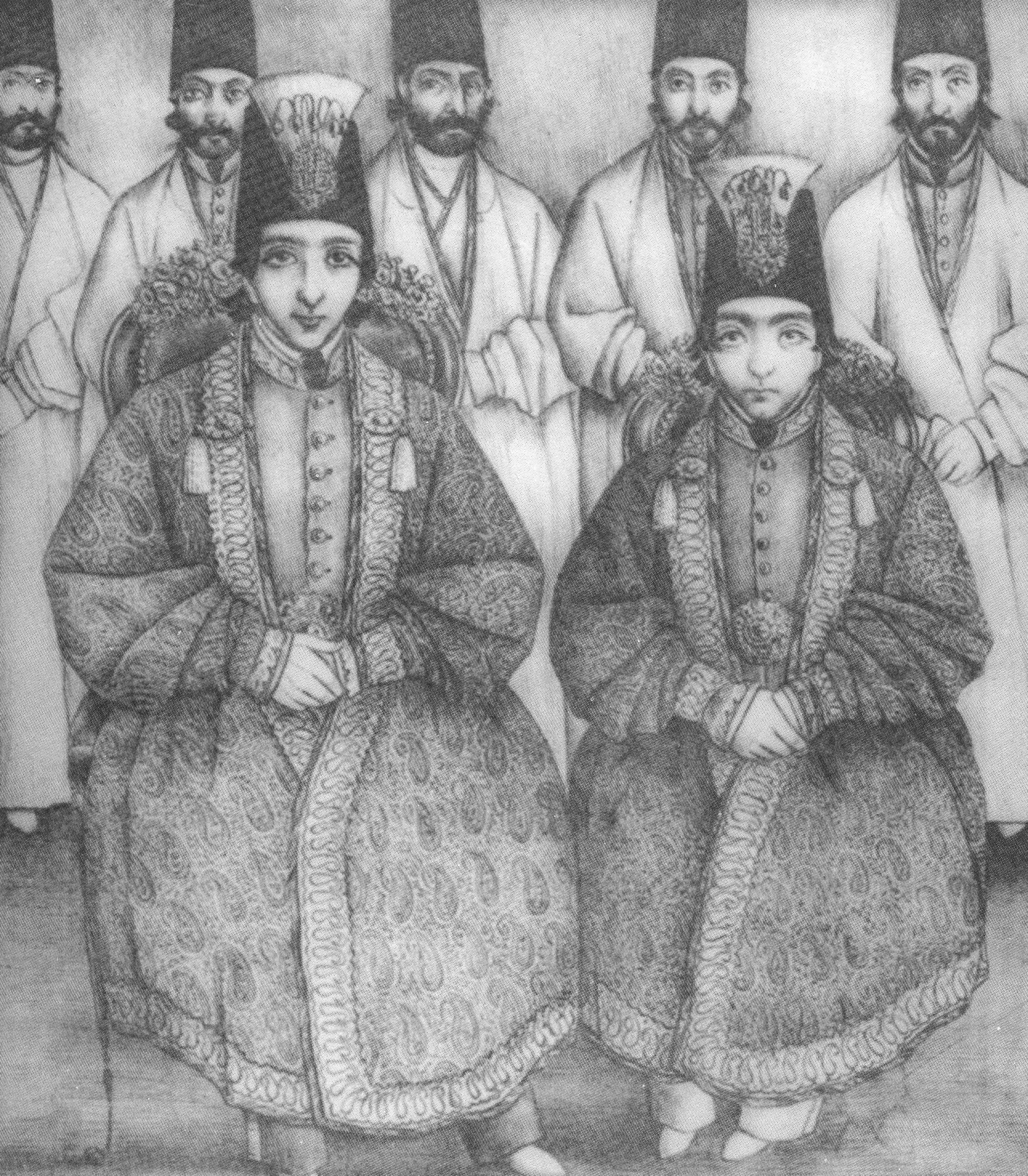
مجلس خلعت‌پوشان شاهزادگان مظفرالدین‌شاه ولیعهد (سمت راست) و کامران میرزا نایب‌السلطنه (سمت چپ)

این برج آجری در جنوب محلهٔ کرکج در ۵ کیلومتری مرکزشهر و در جوار رودخانهٔ مهرانه‌رود واقع شده و محوطهٔ آن برای تحقیقات علمی به دانشکدهٔ کشاورزی دانشگاه تبریز واگذار شده‌است.
پایهٔ برج، شانزده ضلعی به قطرِ نُه و نیم (۹٫۵) متر است. برج سه طبقه دارد. سقفِ طبقهٔ اول گنبدی است اما سقف طبقه دوم ریخته و بعدها با تیرآهن جایگزین شده‌است. طبقه سوم سقف ندارد.
برج خلعت‌پوشان در درّه‌ای سرسبز در سمت چپ جادهٔ تبریز-باسمنج قرار گرفته و در اوایل دورهٔ قاجاریان به کارگزاران این حکومت اختصاص داشته‌است. بعدها این مکان به مرکز اهدای خلعت، مقام، نشان و هدیه از سوی ولیعهدان قاجار به خدمتکاران حکومتی تبدیل شد.
آخرین مراسم خلعت پوشان در سال ۱۳۳۰ هجری قمری در زمان حکمرانی «صمدخان مراغه‌ای» انجام گرفته‌است.